# Memorial Van Damme 2023
Il Memorial Van Damme 2023 è stata la 47ª edizione dell'annuale meeting di atletica leggera, tredicesima tappa del circuito Diamond League 2023. Le competizioni hanno avuto luogo presso lo stadio Re Baldovino di Zurigo il 7 e 8 settembre 2023.

## Programma[1]

### Giorno 1
| # | Orario | Specialità     |
| - | ------ | -------------- |
| 1 | 18:00  | Getto del peso |

### Giorno 2
| # | Orario | Specialità        |
| - | ------ | ----------------- |
| 1 | 18:37  | Staffetta 4x100 m |
| 2 | 18:57  | 10000 metri piani |
| 3 | 19:15  | Salto con l'asta  |
| 4 | 20:28  | 200 metri piani   |
| 5 | 20:56  | 2000 metri piani  |
| 6 | 21:17  | 800 metri piani   |
| 7 | 21:53  | 400 metri piani   |

| #  | Orario | Specialità             |
| -- | ------ | ---------------------- |
| 1  | 19:02  | Salto in lungo         |
| 2  | 19:22  | Lancio del giavellotto |
| 3  | 19:50  | Salto in alto          |
| 4  | 20:04  | 400 metri piani        |
| 5  | 20:13  | 1500 metri piani       |
| 6  | 20:36  | 100 metri piani        |
| 7  | 20:41  | Salto triplo           |
| 8  | 20:46  | 400 metri ostacoli     |
| 9  | 21:09  | 200 metri piani        |
| 10 | 21:26  | 5000 metri piani       |

     Specialità valide per la Diamond League

## Risultati
Di seguito i primi tre classificati di ogni specialità.

### Uomini
| Specialità        |                                                                      | Prestazione | 2º classificato                                                       | Prestazione | 3º classificato           | Prestazione |
| 200 m             | Kenneth Bednarek                                                     | 19,79       | Zharnel Hughes                                                        | 19"82       | Andre De Grasse           | 19"89       |
| 400 m             | Rusheen McDonald                                                     | 44"84       | Alexander Ogando                                                      | 44"93       | Håvard Bentdal Ingvaldsen | 45.07       |
| 800 m             | Djamel Sedjati                                                       | 1'43"60     | Yanis Meziane                                                         | 1'43"94     | Tshepiso Masalela         | 1'44"03     |
| 2000 m            | Jakob Ingebrigtsen                                                   | 4'43"13     | Reynold Cheruiyot                                                     | 4'48"14     | Stewart McSweyn           | 4'48"77     |
| 10000 m           | Daniel Ebenyo                                                        | 26'57"80    | Jimmy Gressier                                                        | 27'25"48    | Stanley Mburu             | 27'30"36    |
| Staffetta 4x100 m | Paesi Bassi Xavi Mo-Ajok Taymir Burnet Hensley Paulina Raphael Bouju | 38"49       | Belgio Kobe Vleminckx Ward Merckx Antoine Snyders Valentijn Hoornaert | 38"77       | -                         | -           |
| Salto con l'asta  | Armand Duplantis                                                     | 6,10 m      | Sam Kendricks                                                         | 5,92 m      | Ernest John Obiena        | 5,92 m      |

     Prestazione che stabilisce il nuovo record del meeting.

### Donne
| Specialità             |                       | Prestazione | 2º classificato      | Prestazione | 3º classificato    | Prestazione |
| 100 m                  | Elaine Thompson-Herah | 10"84       | Natasha Morrison     | 10"95       | Dina Asher-Smith   | 10"97       |
| 200 m                  | Shericka Jackson      | 21"48       | Anthonique Strachan  | 22"31       | Jenna Prandini     | 22"47       |
| 400 m                  | Cynthia Bolingo       | 50"09       | Lieke Klaver         | 50"16       | Shamier Little     | 50"58       |
| 1500 m                 | Laura Muir            | 3'55"34     | Ciara Mageean        | 3'55"87     | Nelly Chepchirchir | 3'56"93     |
| 5000 m                 | Lilian Rengeruk       | 14'26"46    | Medina Eisa          | 14'28"94    | Nozomi Tanaka      | 14'29"18    |
| 400 m hs               | Femke Bol             | 52"11       | Janieve Russell      | 53"80       | Rushell Clayton    | 54"10       |
| Salto in lungo         | Ivana Vuleta          | 6,74 m      | Fleur Jong           | 6,74 m      | Noor Vidts         | 6,38 m      |
| Salto triplo           | Shanieka Ricketts     | 15,01 m     | Maryna Bech-Romančuk | 14,57 m     | Thea Lafond        | 14,49 m     |
| Salto in alto          | Jaroslava Mahučich    | 2,00 m      | Angelina Topic       | 1,97 m =    | Eleanor Patterson  | 1,94 m      |
| Getto del peso         | Chase Ealey           | 20,05 m     | Sarah Mitton         | 19,76 m     | Maggie Ewen        | 19,64 m     |
| Lancio del giavellotto | Haruka Kitaguchi      | 67,38 m     | Victoria Hudson      | 64,65 m     | Līna Mūze          | 63,00 m     |

     Prestazione che stabilisce il nuovo record del meeting.